# لامینور
لامینور آخرین ساخته داریوش مهرجویی به نویسندگی خود مهرجویی و وحیده محمدی‌فر است. این فیلم ابتدا قرار بود از ۱۸ اسفند ۱۴۰۰ اکران شود اما با صادر نشدن پروانه نمایش جدید برای فیلم از طرف وزارت فرهنگ و ارشاد اسلامی دولت سیزدهم، این فیلم به شکل رسمی از ترکیب نمایش نوروز ۱۴۰۱ خارج شد و متعاقبا از ۷ اردیبهشت ۱۴۰۱ در سینما به نمایش درآمد.
مهرجویی بعد از فیلم اشباح (۱۳۹۲) پس از ۶ سال با لامینور به فیلمسازی روی آورد. او در این فیلم پس از ۴۰ سال دوباره با علی نصیریان همکاری کرد. رضا درمیشیان تهیه‌کنندگی این فیلم را بر عهده داشت. عبدالله اسکندری به عنوان طراج چهره پردازی بار دیگر با مهرجویی همکاری کرد که ششمین همکاری او با مهرجویی پس از فیلم‌های هامون، بانو، پری، درخت گلابی و دختر دایی گمشده بود.

## بازیگران
- علی نصیریان
- پردیس احمدیه
- سیامک انصاری
- بهناز جعفری
- مهرداد صدیقیان[۶]
- کاوه آفاق
- بیتا فرهی
- علی مصفا
- امرالله صابری
- رضا داوودنژاد
- دیبا زاهدی
- سیامک ادیب
- فریماه فرجامی
- مهرنوش ذوالفقاری
- هومن بهزادی
- مهدی مرتضایی
- محمدجواد جعفرپور
- ایمان خورشیدی

## انتشار
این فیلم متقاضی شرکت در سی و هشتمین دوره جشنواره فیلم فجر نشد و پس از جشنواره اعلام شد در اکران نوروز ۱۳۹۹ روی پرده می‌رود و در اسفند ۱۳۹۸ پروانه نمایش دریافت کرد اما شیوع ویروس کووید ۱۹ باعث شد فروردین ۱۳۹۹ در ایران قرنطینه اعلام شود، سالن‌های سینما تعطیل شده و اکران لامینور هم به تعویق افتاد. پس از پایان جشنواره فجر ۱۴۰۰، مؤسسه فیلمیران اعلام کرد که لامینور مهم‌ترین گزینه برای اکران نوروز است و شورای صنفی نمایش نام این فیلم را در کنار شش اثر سینمایی دیگر به عنوان فیلم‌های اکران جدید اعلام کرد.
در اسفند ۱۴۰۰ با صادر نشدن پروانه نمایش جدید برای فیلم از طرف وزارت فرهنگ و ارشاد اسلامی دولت سیزدهم، این فیلم به شکل رسمی از ترکیب اکران نوروز ۱۴۰۱ خارج شد و تلاش‌های تهیه‌کننده و بیانیه صنف‌های سینمایی برای نمایش عمومی آخرین ساخته مهرجویی بی‌اثر ماند. استدلال مسئولان سازمان سینمایی ایران این بود که دو سال از صدور مجوز نمایش این اثر سینمایی می‌گذرد و این مجوز منقضی شده‌است.